# フダンシズム-腐男子主義-
『フダンシズム-腐男子主義-』（フダンシズム）は、もりしげによる日本の漫画作品。『ヤングガンガン』（スクウェア・エニックス）にて2007年15号から2010年21号まで連載された。単行本は全7巻。
続編の『フダンシフル!』が2010年23号から2011年24号まで連載された。単行本は全3巻。

## 概要
「パーフェクト・プリンス」こと「宮野数」の恋と、同時に腐男子としての成長を描く恋愛漫画。話末には本編からは独立した腐女子・オタク語講座が設けられており、「腐女子」を中心としたオタク文化のレクチャー漫画という要素を持つ。

## あらすじ
完璧王子こと宮野数が恋をした。その相手は同じクラスの小西望であったが、彼女は彼にまったく興味を示さなかった。ある日、姉の代わりに女装させられ同人誌即売会の売り子を任される事になってしまい、わけも分からず手伝っていた数だったが、その会場にコスプレをした望が現れ話すきっかけをつかむ。そして数は望と会うための手段として自ら女装し、彼女の事を知るために姉の助けを得て深遠な腐女子の世界へ。

## 登場人物
宮野数（みやの あまた）
私立賢帝學院中等部に在学するこの物語の主人公。14歳。
眉目秀麗かつ文武両道であり、學院では完璧王子（パーフェクトプリンス）と呼ばれるが片思いの相手「小西望」には存在を気づいてもらえていない。一方、自らも多くの好意を寄せられているのだが、まったく気がつかない朴念仁。フラグ折りの達人とも言われる。性格が生真面目すぎる為、場の空気を読めない行動をとってしまう事が多い。そのため、松本からはあだ名をもじってパープリ（パーなプリンス）と呼ばれている。女装し、「アマネ」となって今までまったく知らなかった同人活動や腐女子の世界を経験してゆく。物語の初期の頃、数は表情の変化に乏しかったが、新しい世界を知り、多くの友人を得たことでその表情が豊かになってきており、終盤では望と拙いながらも会話が出来るまでには進展した。しかし、アマネとして望を騙していることに負い目を感じ、一時は他の高校に進むことすら考えるようになる。
『フダンシフル!』では創部のための名義貸しという名目で漫研に所属することになった。
アマネ
数の女装時の名前。基本的に白のゴシックロリィタ（ゴスロリ）な服で、金髪ロングの姫カットなウィッグを着用。小西望と唯一コミュニケーションを持てたのがこの姿の時であったため、以降も継続していく事になってしまう。女装するとあまりにも可愛い美少女になってしまっているので、周囲の注目や好意を集めてしまう事が多々ある。さらに姉の協力もあり女装は本格化の一途を進み、女装のまま『おまかせ☆てんてる』のコスプレ（かなり露出度が高い）などもする事に。物語の終盤には、自分が着る前提のゴシックロリィタの服を手にして微笑みながら『かわいい』と素で言うまでになっている。それを差し引いても、この姿の時は比較的笑顔が出やすい。

小西望（こにし のぞみ）
数の片思いの相手で腐女子。HN（ハンドルネーム）は「のぞみん」。14歳。
『おまかせ☆てんてる』のキャラクターを同人イベントでコスプレしたりするレイヤーとしての一面も。数のクラスメイトでもあり、漫研では副部長。「アマネ」の正体に気が付かないまま友好を深めていく。やがて、数の『おまかせ☆てんてる』のアピールに気づいて多少近しい関係になった。しかし、まだ勉強会の際には失礼にあたらないような質問を模索するなど数のことは高嶺の花のように見ているようである。物語の終盤ではいくらか意識しているような素振りも見せるが、当の数本人はまだ気づいてない模様。
宮野環依（みやの たまえ）
数の姉。腐女子。HNは「たまたん」。小学生のように見えるが、大学生で18歳。それなりにコンプレックスがあるようで、感情が高ぶると”ひんぬー”という擬音が出ることがある。
同人誌サークル「ゴジャッペ」の主宰。ゴジャッペは『おまかせ☆てんてる』系同人サークルの最大手。「アマネ」の命名者。口癖は「〜と思うよ？」。作中では彼女が用語解説や登場した実在の店舗など紹介する「姐さん講座」というコーナーがある。物語の終盤では以前と比べ表情がやわらかくなった数を見てうれしく思っている。
森川璃音（もりかわ りおん）
私立賢帝學院中等部の養護教諭で隠れ腐女子。ゴジャッペの命名者で、HNは「そほら」。23歳。
同人誌即売会の当日に体調を崩した環依の代わりとして数を連れて行き、女性客が困らないように女装をさせてサークルでの売り子をさせたのは彼女。普段はぼさぼさ髪でボーっとしているが、同人活動の際や本人が意識する事で途端にきりっとしたキャラに代わる。
松本阡里（まつもと せんり）
数のクラスメイトで漫研の部長。松本刹那の双子の兄。少し短気なところがあり、なにかにつけ怒っている。口癖は「腐女子自重しろ！」。二次元が俺の嫁と言い切る生粋のオタク。14歳。
妹が原因で腐女子を毛嫌いしているが、アマネに対しては複雑な好意を寄せている。漫研の女子の間ではリレー漫画「マツキヨ☆恋愛列車（ラブトレイン）」のカップリング対象で、その事を部員に言われると大いに怒る。漫研の女子に度々女装させられているが、刹那に瓜二つの美少女（？）になり「せんりたん」と呼ばれている。部の宣伝ができるということでミスコンに無理やりエントリーされ、スピーチは地のままだったのにツンデレ雰囲気がウケたのか、ミス賢帝に選ばれてしまった。『おまかせ☆てんてる』の前番組だった『ミンティ♡みんと』が彼のマイフェイバリットアニメ。学力に関しては切り捨てる科目を切り捨てて暗記で乗り切ってきたらしく、高校受験をしたら浪人確定だと清川に心配されていた（賢帝はエスカレーターなのだが、アマネと同じ学校に進むことも考えていた）。
物語の終盤ではアマネに告白した際、アマネのことを名前ではなく腐女子と呼んだ所為で勘違いされ、空回りする形で失敗している。
『フダンシフル!』では高等部になかった漫研を設立、結局また部長と呼ばれることになった。最終的にはアマネの正体を知ってしまい、失恋。
清川伍（きよかわ あつむ）
漫研の副部長。14歳。
よくエロゲの全年齢版によって培われた妄想を引き起こしてしまうが、普段は気のいいオタクで腐男子。クラスも同じ松本とは良くも悪くもいいコンビ。同人イベントを通じて環依とは面識があり、環依からは「きよきよ」と呼ばれている。松本と違い、漫研部員によるマツキヨのカップリングに対してはとくに何も言っていなかったが、後に自分でマツキヨの漫画を描いたりしていた。
ミンティ♡みんとのヒロインのコスプレをして、本気なのかからかっているのか判らない態度で松本に絡んだりするが、よく似合い過ぎているために余計に怒られている。そういったこともある所為か、松本からは基本的にどうかしている奴だと思われている。
六徳カナエ（りっとく かなえ）
数と同じクラスの委員長で文芸部の部長。HNは「暗黒皇女（あんこくみこ）」。同名のブログも公開中。14歳。
自身の巨乳を嫌っていたり、男装の趣味があったり、ネガティブな詩（黒詩）を創作したりする黒いゴスロリ少女。ゴスロリは男の子のための服という屈折した想いを抱いており、来世では宮野数の様な美少年に産まれてゴスロリの服を着倒すのが夢。そんな性癖なせいもあってアマネの女装をあっさりと見抜いたが、アマネ＝数までは気づいていない。「女の子が嫌がることはしない」主義ということで、秘密も守っている。彼女の夢の理想形であるためアマネを敬愛しており、その想いが時折暴走してアマネを困惑させている。一方で、数に対しても恋心を抱いている。なおも成長する胸について悩んでおり、これ以上大きくなるとゴスロリな服が着られなくなるので困っている。自宅は本人の趣味に反して和風庭園もある旧家な日本建築な為、自室だけは壁紙などを駆使して西洋アンティーク調にしていた。
『フダンシフル!』では高等部の文芸部が開店休業状態だったため、結局漫研に入部した。
東峰弥京（とうみね みちか）
数のクラスメイトで、フランスからの帰国子女なお嬢様。愛称はミッチー。14歳。
入学当初から数に好意を寄せているが、まったく気づいてもらえない。数をオタクと勘違いしてからは少しでも数の思考を理解する為に奮闘するも、その理解度は偏っている上に場の空気を一切読めていない発言をしてしまう事が多い。本人の一切知らない所では、他のメンツから松本と両思いなのだと誤解されており無駄に気を使われたりしている。小西望は当初、彼女の苗字の読み方を間違えていた（1巻では「ひがしみね」とルビが振られている）。特別編での描写では東峰家はかなりの規模がある欧風の大邸宅。
松本刹那（まつもと せつな）
阡里の双子の妹で腐女子。外見は阡里に酷似している。14歳。
兄妹仲が悪いわけではないようだが、兄の困るような言動を取っては面白がって観察している。阡里の腐女子嫌いは刹那の兄に対するシニカルな言動によるところが大きい。褌大全、清川の兄の切手同人、「ネジの擬人化同人」の無機物化本（要はただのネジ）など、彼女が求める本は物に偏っている。元々の呼び方は不明だが、阡里にお願いをしたとき『12人の妹と同じ呼び方をしたら聞いてやる』と言われ、何種類かの呼び方をした後、お兄ちゃまという呼び方に定着した。
中学は兄と別の学校だったが、フダンシフル！では賢帝を受験して合格。漫研に入部して日夜兄いじりに精を出している。
清川吏壱（きよかわ りいち）
伍の兄で大学生。21歳。
エロゲオタクだが切手オタクでもあり、切手陵辱・純愛物の同人ゲームも製作している。素の画力は相当に高いらしく投稿誌の常連なのだが、サークル活動にまったく活かされていないため、阡里からは「才能の無駄遣い」と言われている。環依とも面識があり「清川にーにー」と呼ばれている。
サークルの製作物が「切手同人（擬人化したわけではない）」など一般受けしない特殊なジャンルだと認識しており、刹那がその制作物を紹介した大勢のお仲間をサークルスペースに連れてきたときは驚いていた。
川島もこ（かわしま もこ）
アマネが2度目の同人イベントで偶然立ち寄った同人サークルの腐女子。普段はメイド喫茶で働いている。時折、数やアマネと遭遇していたが、賢帝學院の学園祭に絡んで再会を果す。
十河まさき（とがわ まさき）
姉に会いに来た冬のコマケ（コミックマンガマーケット）で、イベントでの規則を知らなかった事による誤解から運営スタッフに追われ逃げ歩いていたところをアマネが親切心から捕まえた少女。その時のちょっとしたアクシデントで、アマネが数の女装である事も知ってしまう。オタク・腐女子的な知識は全く無く、大阪出身で関西弁を話す。目標ができると強いと自身が言うとおり、実際気になる相手である数と同じ学校に通うため賢帝學院高等部を受験し、合格している。姉の家を出て正面にあるというコンビニにすら到達できずに迷子になるぐらい重度の方向音痴。
入学早々に数から女装する理由を聞いたことで失恋したが、想いは隠したままにしており、カナエをアマネから引き離すなど、数（アマネ）と望のフォローをするようになっている。
十河はるき（とがわ はるき）
まさきの姉。冬のコマケでは運営スタッフとして参加していた。姐さん講座で璃音と一緒に男性アイドルユニットのライブにも行っている。
数、環依の母
暦女系の属性がある。主に幕末ジャンルでトシ様ファン。アマネが数だと一目で見抜き理由を問いただそうとしたが、環依の涙ながらの抵抗に遭って諦め、アマネと望の様子から事情を察して以降は陰ながら数を応援している。

### おまかせ☆てんてるの登場人物
『おまかせ☆てんてる』とは、作中で放送中という設定のプニ萌え魔女っ子アニメ。変身ステッキの玩具なども発売している事から子供向けに制作された作品であるようだが、主人公の出雲ヤナミを守護するためにやってきた美少年てんてるとみことのつかず離れずな関係が腐女子的にボーイズラブの妄想のネタとなっている。
出雲ヤナミ（いずも ヤナミ）
小学3年生。何の取り柄も変哲もない普通の女の子で、本人も普通なのが一番だと思っている。てんてるとみことに出会ってからは、オオヌサステッキを使用し変身することで作中では女神とも呼称される、シャーマニックプリンセス「イザヤナミ」となる。
てんてる
下界のモノノケを退治し、ヤナミを守るためにやってきた日出処の国（天界）からの使者。おひさまのような笑顔の天然ボケな少年。ぬいぐるみのような姿から神業で人間体に変身して戦う。必殺技はみことと力をあわせて刀から繰り出す「逝怪雌雲素羅首（イケメンスラッシュ）」。たまたん、そほら、のぞみんのカップリング視点では攻。
第一期のラストでは、モノノケを封印する為に他の使者もろとも一緒に封印されたが、ヤナミの心情を察したアカルがその封印を破りモノノケごと解放された。
みこと
同じく、日出処の国からの使者。てんてるがボケたときのツッコミ役であるが、本人も一般常識があるとは言い難い少年。肌は褐色。ぬいぐるみのような姿から神業で人間体に変身して戦う。てんてると同じような刀が武器。たまたん、そほら、のぞみんのカップリング視点では受。
ウズメ
同じく、日出処の国からの使者。ぬいぐるみのような姿から神業で人間体に変身して戦う。てんてると自分が相思相愛だと信じて疑わない女の子。フルネームは「アマノウズメ」、武器は身の丈ほどもある巨大なアマノムラクモの剣。
ミズハ
ヤナミと同じシャーマニックプリンセスの女の子。くの一（女忍者）。てんてる達との偶然の出会いの後、シャーマニックプリンセス「ミズハノメノミコト」となる。
ニニギ
ミズハのお供で日出処の国からの使者。ぬいぐるみのような姿から神業で人間体に変身して戦う。武器は逆手に持った短刀の二刀流。
アカル
シャーマニックプリンセスの女の子。フランスからの帰国子女でツンデレ。登場時にはいつも電柱の上に立っている。てんてる達とは敵対する関係のようで、モノノケをけしかけたり、ヤナミとは直接戦闘になる事もある。お供はヒナドリという緑色をしたぬいぐるみのような鳥。
白山ククリ（しろやま ククリ）
シャーマニックプリンセスの女の子。「家電CMの女神」と呼ばれる人気絶好調のチャイドル。登場回数は少ないが、市街地が全壊するほどの高スペックな神業を使う。作中ではまだ登場していないが、特別編の扉絵にいたぬいぐるみのような黄色いウサギがお供。

### 他作品からゲスト出演している登場人物
シモーヌ先生
『花右京メイド隊』の鈴木イクヨ。この作品では「専業同人」腐女子としての姿で登場している。
アニメ版『花右京メイド隊』での声優は有島モユ。
玄永さん
『朱雀 SUZAKU 〜歌舞伎町・雀姫伝〜』の玄永遼。シモーヌ先生とよく一緒に行動している「買い専」腐女子。彼女は『学徒のベクトル』にも登場している。なお、『朱雀 SUZAKU 〜歌舞伎町・雀姫伝〜』の番外編では、松本刹那にボイスチャットで麻雀も教えていた。

## 書籍情報
- もりしげ 『フダンシズム -腐男子主義-』 スクウェア・エニックス〈ヤングガンガンコミックス〉、全7巻
  1. 2008年4月25日初版発行（2008年3月25日発売）、ISBN 978-4-7575-2226-8
  2. 2008年8月25日初版発行（2008年7月25日発売）、ISBN 978-4-7575-2332-6
  3. 2009年1月25日初版発行（2008年12月25日発売）、ISBN 978-4-7575-2448-4
  4. 2009年7月25日初版発行（2009年6月25日発売）、ISBN 978-4-7575-2568-9
  5. 2009年11月25日初版発行（2009年10月25日発売）、ISBN 978-4-7575-2731-7
  6. 2010年5月25日初版発行（同日発売）、ISBN 978-4-7575-2861-1
  7. 2010年11月22日初版発行（同日発売）、ISBN 978-4-7575-3070-6
- もりしげ 『フダンシフル!』 スクウェア・エニックス〈ヤングガンガンコミックス〉、全3巻
  1. 2011年5月25日初版発行（同日発売）、ISBN 978-4-7575-3212-0
  2. 2011年9月24日初版発行（同日発売）、ISBN 978-4-7575-3350-9
  3. 2012年1月25日初版発行（同日発売）、ISBN 978-4-7575-3493-3

### 単行本での変更点
- 本誌での連載開始から最終回まで使用されている専用にデザインされたタイトルロゴは単行本では一度も使われていない。
- 2巻 ism.15の冒頭4ページのカラーは、本誌連載時に白黒だった2ページを修正してカラーに描き直されている。
- 4巻 ism.26で本誌連載時には松本阡里の提案した店が巫女さんかふぇであったのが@ほぉ～むCafeに変更され、次のページでアマネと二人で歩いているシーンでの背景の店や清川伍との位置なども描き直されている。
- 5巻 ism.40での『おまかせ☆てんてる』は、本誌連載時ニニギ登場シーンに際してのニコニコ動画のコメント的な描写が無くなり、ニニギが人間体に変身した時のコスチュームや武器も新しい物に変更されている。
- 7巻 本誌連載時の最終話がism.57で、単行本での最終話がism.56になっているのは本誌連載時のism.52が未収録で話数が繰り上がった為。姐さん講座は第38回と第39回の順番が逆となっている。